# پناهگاه قارانلق کوهل
پناهگاه قارانلق کوهل مربوط به دوره نوسنگی - دوره ساسانیان است و در شهرستان مشگین‌شهر، بخش مشکین شرقی، دهستان لاهرود، روستای بنه لر واقع شده و این اثر در تاریخ ۱۲ دی ۱۳۸۶ با شمارهٔ ثبت ۲۰۳۷۹ به‌عنوان یکی از آثار ملی ایران به ثبت رسیده است.